# Arthur Morin

Arthur Morin

Arthur Morin (Parijs, 19 oktober 1795 – aldaar, 7 februari 1880) was een Franse natuurkundige. Hij bestudeerde wrijving en vloeistofdynamica, vooral turbines en schoepenraderen. Hij vond een toestel uit om de vertraagde val van voorwerpen te bestuderen. Een plein in Parijs is naar hem genoemd. Hij is een van de 72 Fransen wier namen in reliëf op de Eiffeltoren zijn aangebracht.